# Светско првенство у атлетици на отвореном 1999 — 1.500 метара за жене
Такмичење у трци на 1.500 метара у женској конкуренцији на 7. Светском првенству у атлетици на отвореном 1999. одржано је 27. и 29. августа на Олимпијском стадиону у Севиљи, Шпанија.
Титулу освојену у Aтини 1997. бранила је Карла Сакраменто из Португалије.

## Земље учеснице
Учествовале су 29 атлетичарке из 19 земаља.
1. Алжир (1)
2. Етиопија (1)
3. Зимбабве (1)
4. Ирска (1)
5. Канада (2)
6. Кенија (1)
7. Мађарска (1)
8. Монголија (1)
9. Пољска (2)
10. Португалија (1)
11. Румунија (2)
12. Русија (3)
13. САД (3)
14. Турска (1)
15. Уједињено Краљевство (2)
16. Француска (1)
17. Швајцарска (1)
18. Шведска (1)
19. Шпанија (3)

## Освајачи медаља
| Освајачи медаља     |                |              |  |  |  |  |
|                     |                |              |  |  |  |  |
|                     |                |              |  |  |  |  |
|                     |                |              |  |  |  |  |
| Светлана Мастеркова | Реџина Џејкобс | Кутре Дулеша |  |  |  |  |
| Русија              | САД            | Етиопија     |  |  |  |  |

## Рекорди пре почетка првенства
Списак рекорда у трци на 1.500 метара пре почетка светског првенства 21. августа 1999. године:
| Рекорди пре почетка Светског првенства 1999. | Рекорди пре почетка Светског првенства 1999. | Рекорди пре почетка Светског првенства 1999. | Рекорди пре почетка Светског првенства 1999. | Рекорди пре почетка Светског првенства 1999. | Рекорди пре почетка Светског првенства 1999. |
| -------------------------------------------- | -------------------------------------------- | -------------------------------------------- | -------------------------------------------- | -------------------------------------------- | -------------------------------------------- |
| Олимпијски рекорди                           | Паула Иван                                   | Русија                                       | 3:53,96                                      | Сеул, Јужна Кореја                           | 1. октобар 1988.                             |
| Светски рекорд                               | Ћу Јунсја                                    | Кина                                         | 3:50,46                                      | Пекинг, Кина                                 | 11. септембар 1993.                          |
| Рекорд светских првенстава                   | Татјана Самоленко                            | Совјетски Савез                              | 3:58,56                                      | Париз, Француска                             | 5. септембар 1987.                           |
| Најбољи светски резултат сезоне              | Виолета Секељ                                | Румунија                                     | 3:59,31                                      | Цирих, Швајцарска                            | 11. август 1999.                             |
| Европски рекорд                              | Татјана Казанкина                            | Совјетски Савез                              | 3:52,47                                      | Цирих, Швајцарска                            | 13. август 1980.                             |
| Северноамерички рекорд                       | Мери Сланеј                                  | Сједињене Државе                             | 3:57,12                                      | Стокхолм, Шведска                            | 25. јул 1983.                                |
| Јужноамерички рекорд                         | Летитија Врисде                              | Суринам                                      | 4:05,67                                      | Токио, Јапан                                 | 31. август 1991.                             |
| Афрички рекорд                               | Хасиба Булмерка                              | Алжир                                        | 3:55,30                                      | Барселона, Шпанија                           | 8. август 1992.                              |
| Азијски рекорд                               | Ћу Јунсја                                    | Кина                                         | 3:50,46                                      | Пекинг, Кина                                 | 11. септембар 1993.                          |
| Океанијски рекорд                            | Маргарет Кроули                              | Аустралија                                   | 4:01,34                                      | Осло, Шведска                                | 5. јул 1996.                                 |

### Најбољи резултати у 1999. години
Десет најбољих атлетичарки у трчању на 1.500 метара пре почетка првенства (21. августа 1999), имале су следећи пласман.
| 1.  | Виолета Секељ               | Румунија         | 3:59,31 | 11. август |
| 2.  | Анита Вејерман              | Швајцарска       | 3:59,82 | 11. август |
| 3.  | Лидија Хојецка              | Пољска           | 4:01,36 | 11. август |
| 4.  | Ана Јакубчак                | Пољска           | 4:01,43 | 11. август |
| 5.  | Кристина да Фонсека-Волхајм | Немачка          | 4:01,44 | 11. август |
| 6.  | Карла Сакраменто            | Португалија      | 4:01,93 | 29. јул    |
| 7.  | Реџина Џејкобс              | Сједињене Државе | 4:02,41 | 26. јун    |
| 8.  | Гете Вами                   | Етиопија         | 4:03,14 | 30. мај    |
| 9.  | Џеклајн Маранга             | Кенија           | 4:03,65 | 4. август  |
| 10. | Маргарита Марусова          | Русија           | 4:03,72 | 30. мај    |

Такмичарке чија су имена подебљана учествовале су на СП 1999.

## Сатница
| Датум            | Време | Коло          |
| ---------------- | ----- | ------------- |
| 27. август 1999. | 20:35 | Квалификације |
| 29. август 1999. | 20:10 | Финале        |

## Резултати

### Квалификације
Такмичење је одржано 27. августа 1999. године. У квалификацијама су учествовале 29 такмичарки подељене у 2 групе. Пласман у финале избориле су по 5 најбрже атлетичарке из сваке групе (КВ) и 2 атлетичарке са најбољим резултатом (кв).,
Почетак такмичења: група 1 у 20:35, група 2 у 20:44.
| Пласман | Група | Атлетичарка           | Земља                | ЛР      | ЛРС      | Резултат | Белешке |
| ------- | ----- | --------------------- | -------------------- | ------- | -------- | -------- | ------- |
| 1.      | 2     | Реџина Џејкобс        | САД                  | 4:00,46 | 4:02,41  | 4:04,75  | КВ      |
| 2.      | 2     | Светлана Мастеркова   | Русија               | 3:56,77 | 4:06,45  | 4:04,83  | КВ, ЛРС |
| 3.      | 2     | Анита Вејерман        | Швајцарска           | 3:58,20 | 3:59,82  | 4:04,88  | КВ      |
| 4.      | 2     | Кутре Дулеша          | Етиопија             | 3:58,43 | 4:04,88д | 4:04,93  | КВ      |
| 5.      | 2     | Елена Анточи          | Румунија             | 4:05,39 | 4:05,39  | 4:04,97  | КВ, ЛР  |
| 6.      | 2     | Џеклајн Маранга       | Кенија               | 3:57,41 | 4:03,65  | 4:04,98  | кв      |
| 7.      | 1     | Виолета Секељ         | Румунија             | 3:59,31 | 3:59,31  | 4:05,00  | КВ      |
| 8.      | 2     | Лидија Хојецка        | Пољска               | 4:01,36 | 4:01,36  | 4:05,16  | кв      |
| 9.      | 1     | Ана Амелија Менендез  | Шпанија              | 4:04,59 | 4:04,59  | 4:05,21  | КВ      |
| 10.     | 1     | Карла Сакраменто      | Португалија          | 3:57,71 | 4:01,93  | 4:05,21  | КВ      |
| 11.     | 1     | Марла Рањан           | САД                  | 4:06,42 | 4:06,42  | 4:05,27  | КВ, ЛР  |
| 12.     | 1     | Ана Јакубчак Павелец  | Пољска               | 4:01,43 | 4:01,43  | 4:05,71  | КВ      |
| 13.     | 2     | Људмила Рогачова      | Русија               | 3:56,91 | 4:04,19  | 4:05,72  |         |
| 14.     | 1     | Хејли Пари-Талет      | Уједињено Краљевство | 4:06,80 | 4:06,80  | 4:05,72  | ЛР      |
| 15.     | 1     | Олга Нељубова         | Русија               | 4:01,42 | 4:04,06  | 4:06,01  |         |
| 16.     | 2     | Маите Зуњига          | Шпанија              | 4:00,59 | 4:07,36  | 4:06,75  | ЛРС     |
| 17.     | 2     | Робин Маг             | Канада               | 4:06,0  | 4:06,79  | 4:06,88  |         |
| 18.     | 1     | Малин Еверлоф         | Шведска              | 4:05,49 | 4:07,75  | 4:07,67  | ЛРС     |
| 19.     | 1     | Нурија Мера Бенида    | Алжир                | 4:05,44 | 4:05,44  | 4:08,90  |         |
| 20.     | 1     | Нурија Фернандез      | Шпанија              | 4:07,46 | 4:07,46  | 4:09,39  |         |
| 21.     | 1     | Леа Пелс              | Канада               | 4:03,56 | 4:04,97  | 4:10,76  |         |
| 22.     | 2     | Хелен Клидеро         | Уједињено Краљевство | 4:06,72 | 4:06,72  | 4:12,17  |         |
| 23.     | 2     | Елејн Фицџералд       | Ирска                | 4:09,12 | 4:09,12  | 4:12,77  |         |
| 24.     | 2     | Фредерик Квентин      | Француска            | 4:05,58 | 4:05,58  | 4:14,76  |         |
| 25.     | 1     | Јудит Варга           | Мађарска             | 4:08,60 | 4:08,60  | 4:16,66  |         |
| 26.     | 2     | Јулија Сакара         | Зимбабве             | 4:07,82 | 4:11,29  | 4:19,65  |         |
| 27.     | 1     | Стефани Бест          | САД                  | 4:06,36 | 4:06,36  | 4:19,87  |         |
|         | 1     | Ебру Каваклиоглу      | Турска               | 4:08,45 | 4:08,45  | НС       |         |
|         | 1     | Sukhbaatar Erdenetuya | Монголија            | 4:39,3  | 4:39,3   | НС       |         |

### Финале
Такмичење је одржано 29. августа у 20:10.,
| Пласман | Атлетичарка          | Земља       | Резултат | Белешке |
| ------- | -------------------- | ----------- | -------- | ------- |
|         | Светлана Мастеркова  | Русија      | 3:59,53  | ЛРС     |
|         | Реџина Џејкобс       | САД         | 4:00,35  | ЛР      |
|         | Кутре Дулеша         | Етиопија    | 4:00,96  | ЛРС     |
| 4.      | Виолета Секељ        | Румунија    | 4:00,98  |         |
| 5.      | Карла Сакраменто     | Португалија | 4:01,29  | ЛРС     |
| 6.      | Елена Анточи         | Румунија    | 4:04,27  | ЛР      |
| 7.      | Ана Јакубчак Павелец | Пољска      | 4:04,40  |         |
| 8.      | Ана Амелија Менендез | Шпанија     | 4:04,72  |         |
| 9.      | Лидија Хојецка       | Пољска      | 4:05,55  |         |
| 10.     | Марла Рањан          | САД         | 4:06,45  |         |
| 11.     | Џеклајн Маранга      | Кенија      | 4:07,28  |         |
| 12.     | Анита Вејерман       | Швајцарска  | 4:17,86  |         |